# Mouton de Poméranie

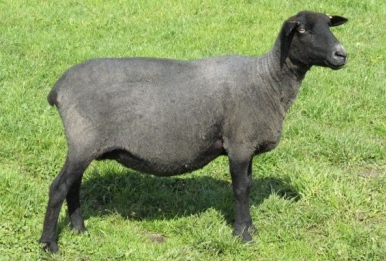
Mouton après la tonte.

Le mouton de Poméranie, ou poméranien ou mouton poméranien à laine rugueuse (en allemand : Pommersches Rauhwollschaf) est une race ovine ancienne originaire de Poméranie et de l'île de Rügen. Elle est élevée pour sa chair et pour l'entretien paysager.

## Histoire
Il existe depuis au moins trois mille ans dans cette région des moutons de ce type, dits d'abord moutons à laine grise (Grauwollschaf), puis moutons à laine rugueuse (Rauhwollschaf). Cette race a failli disparaître dans la seconde moitié du XXe siècle, à cause de la Seconde Guerre mondiale et de l'expulsion des populations allemandes de la région, et il n'en existe plus qu'une centaine dans les années 1980 en Allemagne. Elle finit par être inscrite à la liste rouge des races en danger extrême d'extinction.
Sauvée désormais in extremis, elle est élevée dans tout le pays, mais ses effectifs demeurent faibles.

## Description
Le mouton de Poméranie est une race très rustique et résistante, capable de supporter le grand froid et se contentant de fourrage pauvre. Elle est à tête noire sans cornes et à pattes noires. Sa laine est grise, les agneaux naissant noirs. Elle a le haut des pattes couverte de laine et la langue bleue.
Les brebis pèsent en moyenne 55 kg et les béliers, 65 kg. La toison donne de 3,5 à 7 kg par an. 